# Terssac
Terssac est une commune française située dans le nord du département du Tarn, en région Occitanie. Sur le plan historique et culturel, la commune est dans l'Albigeois, une région naturelle agricole correspondant aux environs de la ville d’Albi.
Exposée à un climat océanique altéré, elle est drainée par le Tarn, le ruisseau de Carrofoul et par deux autres cours d'eau. La commune possède un patrimoine naturel remarquable composé d'une zone naturelle d'intérêt écologique, faunistique et floristique.
Terssac est une commune rurale qui compte 1 200 habitants en 2022, après avoir connu une forte hausse de la population depuis 1962. Elle est dans l'agglomération d'Albi et fait partie de l'aire d'attraction d'Albi. Ses habitants sont appelés les Terssacois ou  Terssacoises.

## Géographie

### Localisation
Commune de l'aire urbaine d'Albi située dans de son unité urbaine, à l'ouest de la ville d'Albi sur le Tarn.

### Communes limitrophes
Terssac est limitrophe de trois autres communes.
Les communes limitrophes sont  Albi, Castelnau-de-Lévis et Marssac-sur-Tarn.
|                  | Castelnau-de-Lévis |      |
| Marssac-sur-Tarn | Terssac            | Albi |
|                  |                    |      |

### Géologie et relief
La superficie de la commune est de 543 hectares ; son altitude varie de 133  à   162 mètres.

### Voies de communication et transports
Accès par l'autoroute A68, route nationale 88 et par les transports en commun Albibus. Voir aussi l'ancienne gare de Terssac sur la ligne de Tessonnières à Albi.

### Hydrographie
La commune est dans le bassin de la Garonne, au sein du bassin hydrographique Adour-Garonne. Elle est drainée par le Tarn et le ruisseau de Carrofoul et par deux petits cours d'eau, qui constituent un réseau hydrographique de 3 km de longueur totale,.
Le Tarn, d'une longueur totale de 380 km, prend sa source sur le mont Lozère, dans le nord de la commune du Pont de Montvert - Sud Mont Lozère en Lozère, et se jette dans la Garonne à Saint-Nicolas-de-la-Grave, en Tarn-et-Garonne.
Le ruisseau de Carrofoul, d'une longueur totale de 13,7 km, prend sa source dans la commune de Puygouzon et s'écoule du sud-est vers le nord-ouest. Il traverse la commune et se jette dans le Tarn à Castelnau-de-Lévis, après avoir traversé 8 communes.

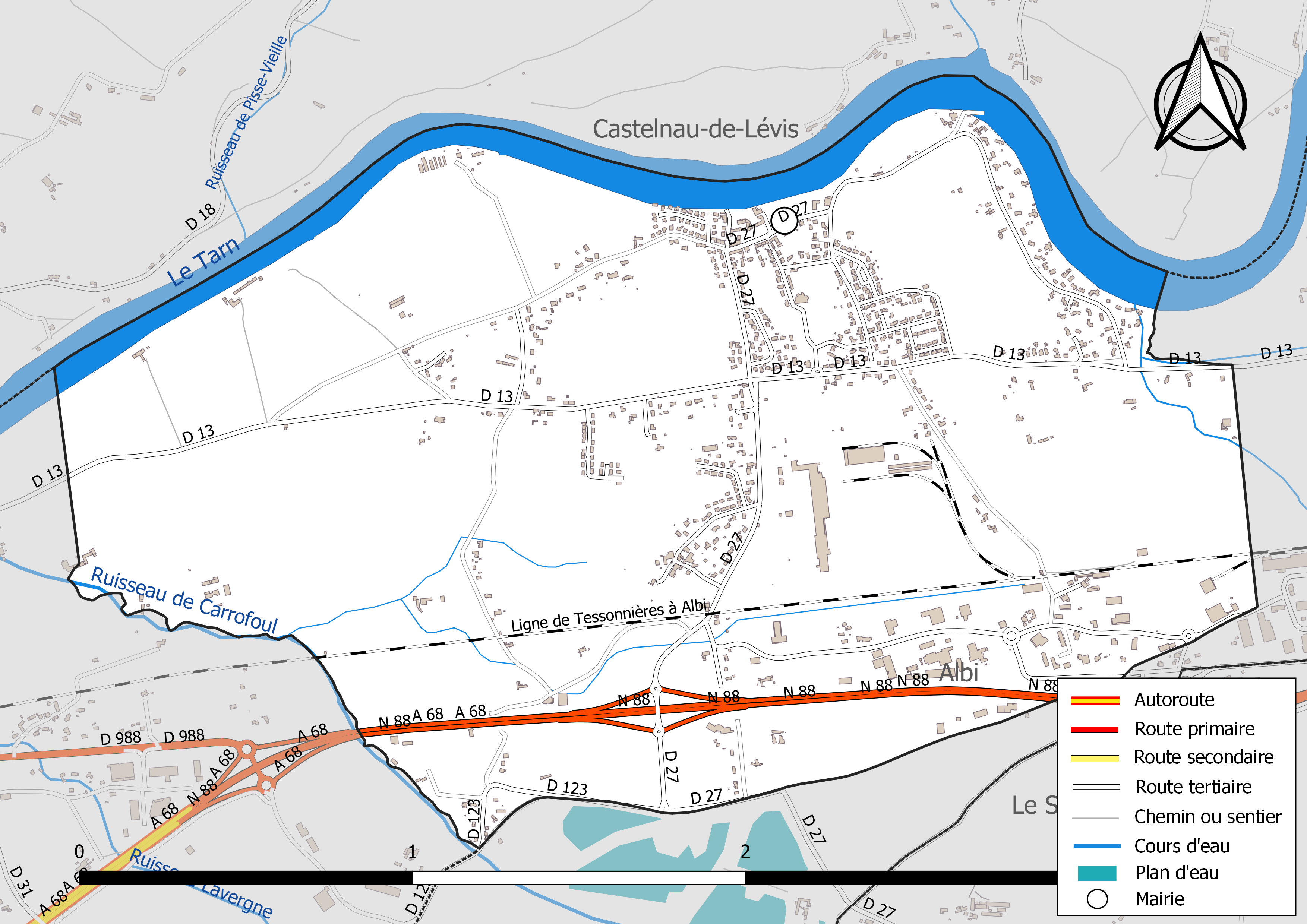
Réseaux hydrographique et routier de Terssac.

### Climat
Pour des articles plus généraux, voir Climat de l'Occitanie et Climat du Tarn.
En 2010, le climat de la commune est de type climat du Bassin du Sud-Ouest, selon une étude du Centre national de la recherche scientifique s'appuyant sur une série de données couvrant la période 1971-2000. En 2020, Météo-France publie une typologie des climats de la France métropolitaine dans laquelle la commune est exposée à un climat océanique altéré et est dans la région climatique Aquitaine, Gascogne, caractérisée par une pluviométrie abondante au printemps, modérée en automne, un faible ensoleillement au printemps, un été chaud (19,5 °C), des vents faibles, des brouillards fréquents en automne et en hiver et des orages fréquents en été (15 à 20 jours).
Pour la période 1971-2000, la température annuelle moyenne est de 13,3 °C, avec une amplitude thermique annuelle de 16,2 °C. Le cumul annuel moyen de précipitations est de 808 mm, avec 10 jours de précipitations en janvier et 5,7 jours en juillet. Pour la période 1991-2020, la température moyenne annuelle observée sur la station météorologique de Météo-France la plus proche, « Albi », sur la commune du Sequestre à 2 km à vol d'oiseau, est de 13,8 °C et le cumul annuel moyen de précipitations est de 733,9 mm. 
La température maximale relevée sur cette station est de 42,3 °C, atteinte le 23 août 2023 ; la température minimale est de −20,4 °C, atteinte le 16 janvier 1985,,.
Les paramètres climatiques de la commune ont été estimés pour le milieu du siècle (2041-2070) selon différents scénarios d'émission de gaz à effet de serre à partir des nouvelles projections climatiques de référence DRIAS-2020. Ils sont consultables sur un site dédié publié par Météo-France en novembre 2022.

### Milieux naturels et biodiversité

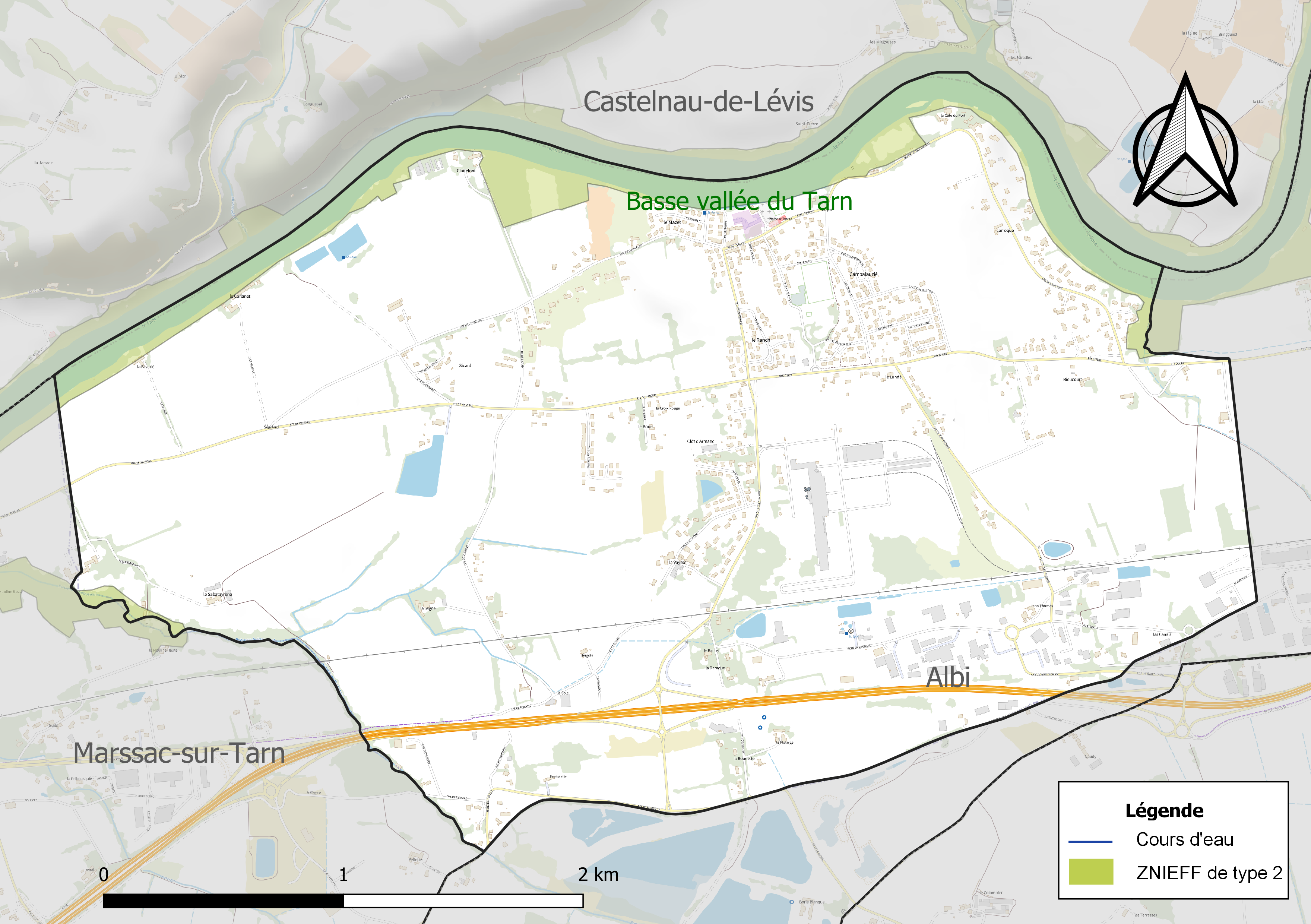
Carte de la ZNIEFF de type 2 localisée sur la commune.

L’inventaire des zones naturelles d'intérêt écologique, faunistique et floristique (ZNIEFF) a pour objectif de réaliser une couverture des zones les plus intéressantes sur le plan écologique, essentiellement dans la perspective d’améliorer la connaissance du patrimoine naturel national et de fournir aux différents décideurs un outil d’aide à la prise en compte de l’environnement dans l’aménagement du territoire.
Une ZNIEFF de type 2 est recensée sur la commune :
la « basse vallée du Tarn » (3 623 ha), couvrant 49 communes dont huit dans la Haute-Garonne, 20 dans le Tarn et 21 dans le Tarn-et-Garonne.

## Urbanisme

### Typologie
Au 1er janvier 2024, Terssac est catégorisée bourg rural, selon la nouvelle grille communale de densité à sept niveaux définie par l'Insee en 2022.
Elle appartient à l'unité urbaine d'Albi, une agglomération intra-départementale regroupant neuf  communes, dont elle est une commune de la banlieue,,. Par ailleurs la commune fait partie de l'aire d'attraction d'Albi, dont elle est une commune de la couronne,. Cette aire, qui regroupe 91 communes, est catégorisée dans les aires de 50 000 à moins de 200 000 habitants,.

### Occupation des sols
L'occupation des sols de la commune, telle qu'elle ressort de la base de données européenne d’occupation biophysique des sols Corine Land Cover (CLC), est marquée par l'importance des territoires agricoles (66,5 % en 2018), en diminution par rapport à 1990 (89,2 %). La répartition détaillée en 2018 est la suivante : 
terres arables (38,9 %), zones agricoles hétérogènes (21,2 %), zones urbanisées (15,3 %), zones industrielles ou commerciales et réseaux de communication (12 %), prairies (6,4 %), eaux continentales (5,3 %), forêts (1 %). L'évolution de l’occupation des sols de la commune et de ses infrastructures peut être observée sur les différentes représentations cartographiques du territoire : la carte de Cassini (XVIIIe siècle), la carte d'état-major (1820-1866) et les cartes ou photos aériennes de l'IGN pour la période actuelle (1950 à aujourd'hui).

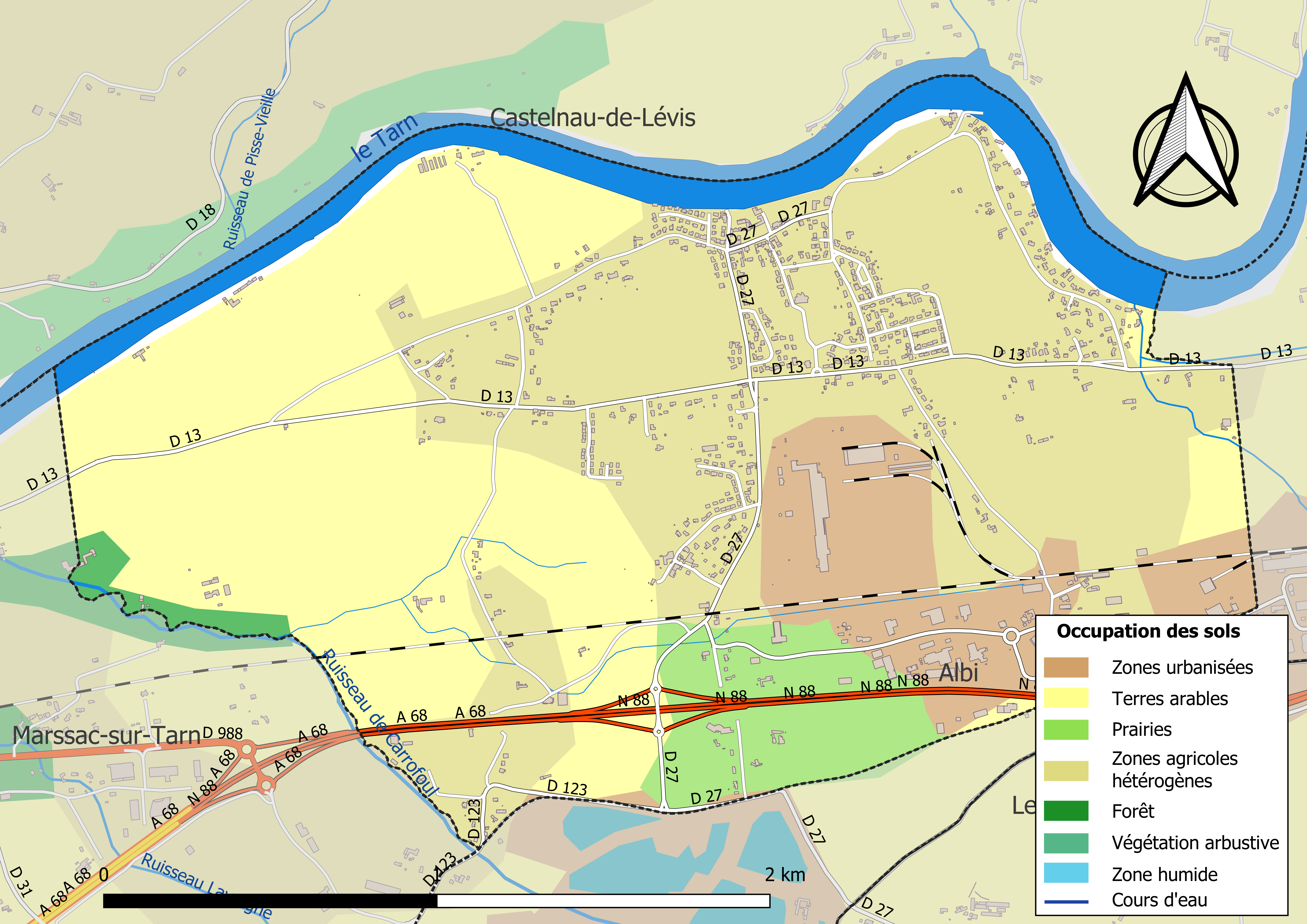
Carte des infrastructures et de l'occupation des sols de la commune en 2018 (CLC).

### Risques majeurs
Le territoire de la commune de Terssac est vulnérable à différents aléas naturels : météorologiques (tempête, orage, neige, grand froid, canicule ou sécheresse), inondations, mouvements de terrains et séisme (sismicité très faible). Il est également exposé à un risque technologique,  le transport de matières dangereuses. Un site publié par le BRGM permet d'évaluer simplement et rapidement les risques d'un bien localisé soit par son adresse soit par le numéro de sa parcelle.

#### Risques naturels
Certaines parties du territoire communal sont susceptibles d’être affectées par le risque d’inondation par débordement de cours d'eau, notamment le Tarn et le ruisseau de Carrofoul. La cartographie des zones inondables en ex-Midi-Pyrénées réalisée dans le cadre du XIe Contrat de plan État-région, visant à informer les citoyens et les décideurs sur le risque d’inondation, est accessible sur le site de la DREAL Occitanie. La commune a été reconnue en état de catastrophe naturelle au titre des dommages causés par les inondations et coulées de boue survenues en 1982, 1994 et 2003,.
Terssac est exposée au risque de feu de forêt. En 2022, il n'existe pas de Plan de Prévention des Risques incendie de forêt (PPRif). Le débroussaillement aux abords des maisons constitue l’une des meilleures protections pour les particuliers contre le feu,.

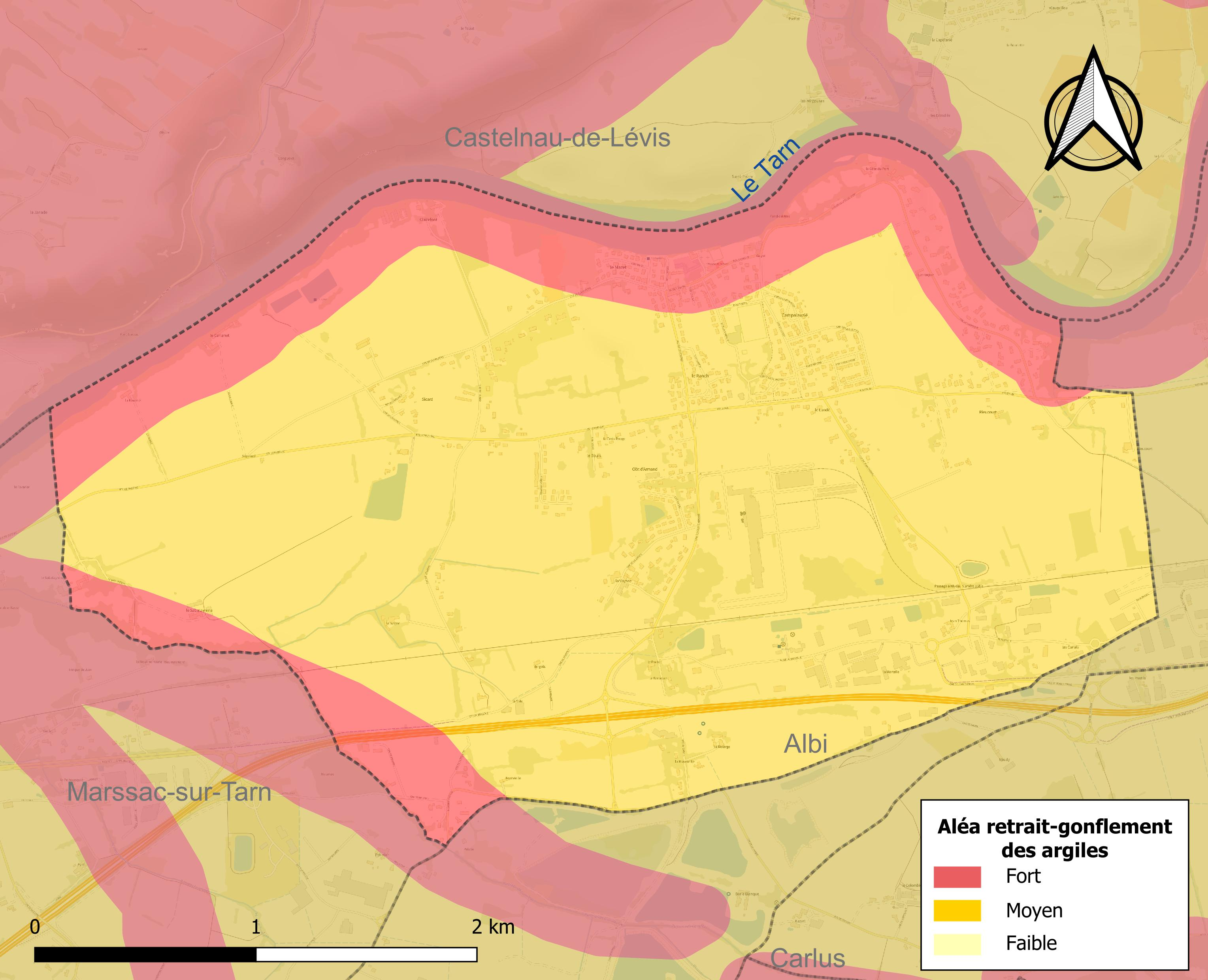
Carte des zones d'aléa retrait-gonflement des sols argileux de Terssac.

La commune est vulnérable au risque de mouvements de terrains constitué principalement du retrait-gonflement des sols argileux. Cet aléa est susceptible d'engendrer des dommages importants aux bâtiments en cas d’alternance de périodes de sécheresse et de pluie. La totalité de la commune est en aléa moyen ou fort (76,3 % au niveau départemental et 48,5 % au niveau national). Sur les 527 bâtiments dénombrés sur la commune en 2019, 527 sont en aléa moyen ou fort, soit 100 %, à comparer aux 90 % au niveau départemental et 54 % au niveau national. Une cartographie de l'exposition du territoire national au retrait gonflement des sols argileux est disponible sur le site du BRGM,.
Par ailleurs, afin de mieux appréhender le risque d’affaissement de terrain, l'inventaire national des cavités souterraines permet de localiser celles situées sur la commune.

#### Risques technologiques
Le risque de transport de matières dangereuses sur la commune est lié à sa traversée par des infrastructures routières ou ferroviaires importantes ou la présence d'une canalisation de transport d'hydrocarbures. Un accident se produisant sur de telles infrastructures est susceptible d’avoir des effets graves sur les biens, les personnes ou l'environnement, selon la nature du matériau transporté. Des dispositions d’urbanisme peuvent être préconisées en conséquence.

## Héraldique
| Armes | Les armes de Terssac se blasonnent ainsi : |

D'azur à l'annelet d'argent accompagné d'une mer du même, mouvant de la pointe, chargée d'une barque de sable sur laquelle brochent deux rames d'or posées en chevron, et, en chef, d'une étoile du même accostée de deux croissants aussi d'argent,.
Ancien blason : D'azur à un annelet d'argent.

## Politique et administration

### Administration municipale
Le nombre d'habitants au recensement de 2011 étant compris entre 500 et 1 499 habitants, le nombre de membres du conseil municipal pour l'élection de 2014 est de quinze,.

### Rattachements administratifs et électoraux
Commune faisant partie de la communauté d'agglomération de l'Albigeois et du canton d'Albi-3.

### Liste des maires
| Période                                  | Période        | Identité             | Étiquette | Qualité |
| ---------------------------------------- | -------------- | -------------------- | --------- | ------- |
| mars 1989                                | mars 2008      | Michel Albinet       |           |         |
| mars 2008                                | mars 2014      | Jean-Philippe Roques |           |         |
| mars 2014                                | septembre 2018 | Robert Azaïs         |           |         |
| octobre 2018                             | En cours       | Yves Chapron         |           |         |
| Les données manquantes sont à compléter. |                |                      |           |         |

## Population et société

### Démographie
| 1793 | 1800 | 1806 | 1821 | 1831 | 1836 | 1841 | 1846 | 1851 |
| ---- | ---- | ---- | ---- | ---- | ---- | ---- | ---- | ---- |
| 199  | 180  | 183  | 229  | 263  | 261  | 302  | 272  | 273  |

| 1856 | 1861 | 1866 | 1872 | 1876 | 1881 | 1886 | 1891 | 1896 |
| ---- | ---- | ---- | ---- | ---- | ---- | ---- | ---- | ---- |
| 316  | 300  | 282  | 277  | 290  | 314  | 303  | 296  | 286  |

| 1901 | 1906 | 1911 | 1921 | 1926 | 1931 | 1936 | 1946 | 1954 |
| ---- | ---- | ---- | ---- | ---- | ---- | ---- | ---- | ---- |
| 284  | 285  | 270  | 247  | 235  | 212  | 229  | 244  | 286  |

| 1962 | 1968 | 1975 | 1982 | 1990 | 1999 | 2006  | 2011  | 2016  |
| ---- | ---- | ---- | ---- | ---- | ---- | ----- | ----- | ----- |
| 320  | 419  | 515  | 820  | 822  | 911  | 1 013 | 1 032 | 1 176 |

| 2021  | 2022  | - | - | - | - | - | - | - |
| ----- | ----- | - | - | - | - | - | - | - |
| 1 210 | 1 200 | - | - | - | - | - | - | - |

| selon la population municipale des années : | 1968 | 1975 | 1982 | 1990 | 1999 | 2006 | 2009 | 2013 |
| Rang de la commune dans le département      | 138  | 111  | 65   | 73   | 67   | 63   | 68   | 67   |
| Nombre de communes du département           | 326  | 324  | 324  | 324  | 324  | 323  | 323  | 323  |

### Enseignement
Terssac fait partie de l'académie de Toulouse.
L'éducation est assurée sur la commune par l'Ecole de Terssac, groupe scolaire maternelle et primaire.

### Culture
Bibliothèque, vide-grenier,

### Activités sportives
Pétanque, tennis, football, arts martiaux, tennis de table, gymnastique, randonnée pédestre,

### Écologie et recyclage

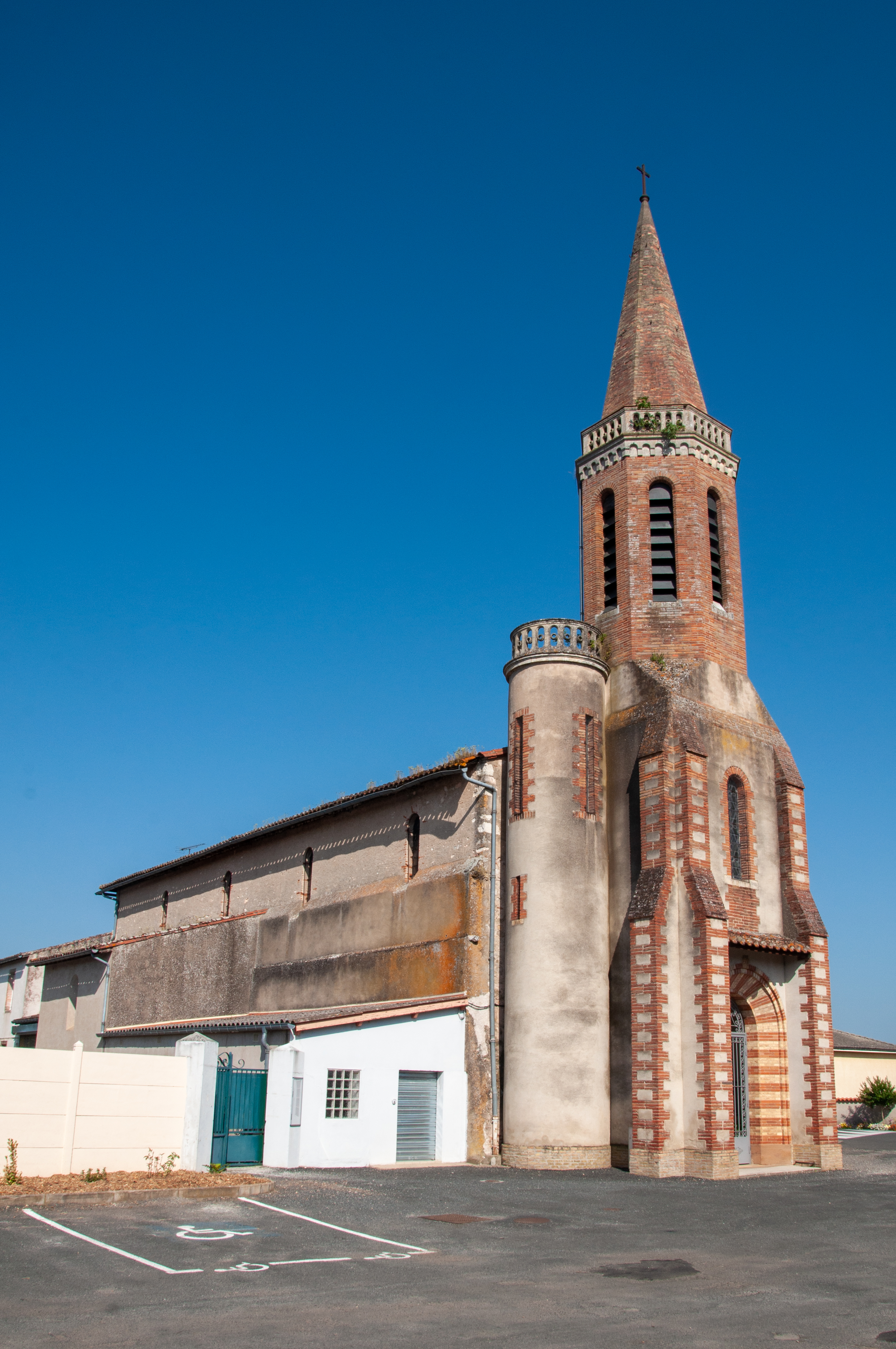
Église Saint-Martin de Terssac

## Économie

### Revenus
En 2018, la commune compte 535 ménages fiscaux, regroupant 1 238 personnes. La médiane du revenu disponible par unité de consommation est de 24 410 € (20 400 € dans le département).

### Emploi
|                | 2008  | 2013  | 2018  |
| -------------- | ----- | ----- | ----- |
| Commune        | 3,7 % | 4,1 % | 5,3 % |
| Département    | 8,2 % | 9,9 % | 10 %  |
| France entière | 8,3 % | 10 %  | 10 %  |

En 2018, la population âgée de 15 à 64 ans s'élève à 738 personnes, parmi lesquelles on compte 76,3 % d'actifs (71 % ayant un emploi et 5,3 % de chômeurs) et 23,7 % d'inactifs,. Depuis 2008, le taux de chômage communal (au sens du recensement) des 15-64 ans est inférieur à celui de la France et du département.
La commune fait partie de la couronne de l'aire d'attraction d'Albi, du fait qu'au moins 15 % des actifs travaillent dans le pôle,. Elle compte 714 emplois en 2018, contre 556 en 2013 et 416 en 2008. Le nombre d'actifs ayant un emploi résidant dans la commune est de 526, soit un indicateur de concentration d'emploi de 135,8 % et un taux d'activité parmi les 15 ans ou plus de 55,5 %.
Sur ces 526 actifs de 15 ans ou plus ayant un emploi, 75 travaillent dans la commune, soit 14 % des habitants. Pour se rendre au travail, 90,4 % des habitants utilisent un véhicule personnel ou de fonction à quatre roues, 3,4 % les transports en commun, 4,2 % s'y rendent en deux-roues, à vélo ou à pied et 2,2 % n'ont pas besoin de transport (travail au domicile).

### Activités hors agriculture

#### Secteurs d'activités
196 établissements sont implantés  à Terssac au 31 décembre 2019. Le tableau ci-dessous en détaille le nombre par secteur d'activité et compare les ratios avec ceux du département,.
| Secteur d'activité                                                                                        | Commune | Commune | Département |
| Secteur d'activité                                                                                        | Nombre  | %       | %           |
| --- | ------- | ------- | ----------- |
| Ensemble                                                                                                  | 196     | 100 %   | (100 %)     |
| Industrie manufacturière, industries extractives et autres                                                | 18      | 9,2 %   | (13 %)      |
| Construction                                                                                              | 27      | 13,8 %  | (12,5 %)    |
| Commerce de gros et de détail, transports, hébergement et restauration                                    | 49      | 25 %    | (26,7 %)    |
| Information et communication                                                                              | 9       | 4,6 %   | (2,1 %)     |
| Activités financières et d'assurance                                                                      | 14      | 7,1 %   | (3,3 %)     |
| Activités immobilières                                                                                    | 13      | 6,6 %   | (4,2 %)     |
| Activités spécialisées, scientifiques et techniques et activités de services administratifs et de soutien | 40      | 20,4 %  | (13,8 %)    |
| Administration publique, enseignement, santé humaine et action sociale                                    | 15      | 7,7 %   | (15,5 %)    |
| Autres activités de services                                                                              | 11      | 5,6 %   | (9 %)       |

Le secteur du commerce de gros et de détail, des transports, de l'hébergement et de la restauration est prépondérant sur la commune puisqu'il représente 25 % du nombre total d'établissements de la commune (49 sur les 196 entreprises implantées  à Terssac), contre 26,7 % au niveau départemental.

#### Entreprises et commerces
Les cinq entreprises ayant leur siège social sur le territoire communal qui génèrent le plus de chiffre d'affaires en 2020 sont : 
- Laboratoires Phode, fabrication d'autres produits alimentaires n.c.a. (18 026 k€)
- SARL Couleur Soleil, travaux de maçonnerie générale et gros œuvre de bâtiment (12 120 k€)
- Ruag Defence France - RDF, fabrication d'instrumentation scientifique et technique (11 056 k€)
- Trimble Solutions France, activités de centres d'appels (9 927 k€)
- Escaffre Production, fabrication de charpentes et d'autres menuiseries (4 412 k€)

### Agriculture
|               | 1988 | 2000 | 2010 | 2020 |
| ------------- | ---- | ---- | ---- | ---- |
| Exploitations | 21   | 14   | 9    | 7    |
| SAU (ha)      | 330  | 265  | 208  | 164  |

La commune est dans la « plaine de l'Albigeois et du Castrais », une petite région agricole occupant le centre du département du Tarn. En 2020, l'orientation technico-économique de l'agriculture  sur la commune est la culture de céréales et/ou d'oléoprotéagineuses. Sept exploitations agricoles ayant leur siège dans la commune sont dénombrées lors du recensement agricole de 2020 (21 en 1988). La superficie agricole utilisée est de 164 ha,,.

## Culture locale et patrimoine

### Lieux et monuments
- Église Saint-Martin de Terssac.
- Chapelle de la Vaysse.

### Personnalités liées à la commune
- Raymond Gorsse décédé sur la commune.